# Koosbüsch
Koosbüsch – część gminy Wißmannsdorf, w kraju związkowym Nadrenia-Palatynat, w powiecie Eifelkreis Bitburg-Prüm. Miejscowość liczy około 300 mieszkańców.

## Historia
Pierwszy budynek na terenie obecnej miejscowości zbudowano w 1832 roku, nazwę osady zaczerpnięto od miejscowego wzniesienia. Miejscowość znajdowała się w środku lasu, który został wycięty na potrzeby rolnicze, a nowo powstała osada stała się częścią gminy Wißmannsdorf. Pod koniec XX wieku we wsi zbudowano kościół filialny pw. św. Józefa, należący do parafii śś. Marcina i Róży w Wißmannsdorfie. 